# Guayana venezuelana

Guayana venezuelana

La Guayana venezuelana (talvolta Guayana del Venezuela) è una delle dieci macroregioni politico-amministrative in cui si divide il Venezuela. È situata nella parte sudorientale del paese, a ridosso della Guyana e del Brasile. Comprende gli Stati venezuelani di Bolívar, Delta Amacuro, Amazonas e la zona in reclamazione della Guayana Esequiba. Senza quest'ultima ha una superficie complessiva di circa 458.000 km² e una popolazione di poco inferiore a 1.800.000 abitanti (stima 2006). È pertanto una zona montuosa (cima più alta è il Roraima che raggiunge i 2.739 metri), scarsamente popolata e ricoperta di foreste e savane. Il clima è tropicale, con temperature torride nella zona dell'Orinoco e molto più miti all'interno, a causa dell'altezza. Le precipitazioni annue sono generalmente comprese fra i 1.200 e i 1.800 mm ma tali livelli pluviometrici possono essere ampiamente superati in alcuni zone (3.500 mm circa a San Carlos de Rio Negro). Il territorio è molto ricco di fiumi, oltre all'Orinoco il fiume più importante è il Caronì dal quale è ricavata gran parte dell'energia idroelettrica nazionale. La Guayana venezuelana possiede notevoli ricchezze minerarie, fra cui si segnalano estesi giacimenti di ferro, bauxite, coltan e importanti filoni auriferi e diamantiferi. A Ciudad Guayana si è sviluppata, fin dagli anni sessanta del Novecento, l'industria siderurgica, mentre nel Delta Amacuro sono presenti importanti campi petroliferi. È in crescita il turismo, meta principale è il Parque Nacional Canaima e il Salto Angel la cascata più alta del mondo.